# Heinz-Otto Schultze
Heinz-Otto Schultze (13 de setembro de 1915 - 25 de novembro de 1943) foi um comandante de U-Boot que serviu na Kriegsmarine durante a Segunda Guerra Mundial. Esteve a frente dos submarinos U-4, U-141, U-432 e U-849.

## Carreira

### História

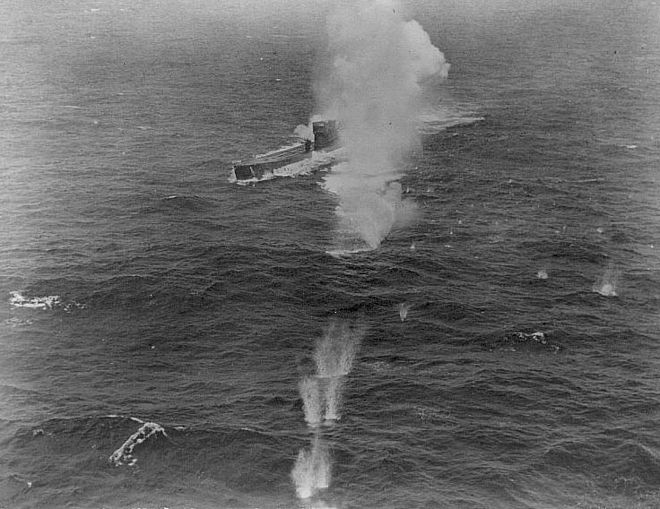
U-849 sob ataque do B-24 Liberator (25 de novembro de 1943).

De família de militares o seu pai foi o Almirante Otto Schultze que serviu a Kaiserliche Marine na Primeira Guerra Mundial e a Kriegsmarine na Segunda Guerra, foi também comandante de U-Boot.
Heinz-Otto Schultze iniciou a sua carreira militar em abril de 1934, sendo transferindo para a unidade de U-Boots em maio de 1937. Serviu como oficial no U-31. Esteve no comando dos submarino-escola U-4 e U-141 até março de 1941. Foi o comandante vitorioso do U-432 entre abril de 1941 e janeiro de 1943, quando em 7 patrulhas, 270 dias no mar, afundou e danificou 22 navios com um total de 83 657 toneladas. O seu submarino afundou os navios brasileiros Buarque e Olinda.
Assumiu o comando do submarino de longo alcance U-849 da classe Tipo IXD, que em sua primeira missão, após 55 dias no mar, foi afundado na região central do Atlântico Sul por um B-24 Liberator que partiu da Base Aérea de Natal (BANT). O submarino não resistiu ao ataque e não houve sobreviventes.

### Patentes
| Data             | Patente              |
| ---------------- | -------------------- |
| 8 abril 1934     | Offiziersanwärter    |
| 26 setembro 1934 | Seekadett            |
| 1 julho 1935     | Fähnrich zur See     |
| 1 janeiro 1937   | Oberfähnrich zur See |
| 1 abril 1937     | Leutnant zur See     |
| 1 abril 1939     | Oberleutnant zur See |
| 1 novembro 1941  | Kapitänleutnant      |

### Condecorações
| Data             | Condecoração                                                |
| ---------------- | ----------------------------------------------------------- |
| 2 outubro 1939   | Cruz de Ferro 2º Classe                                     |
| 12 dezembro 1939 | Emblema de Guerra dos U-Boots 1939 (U-Boot-Kriegsabzeichen) |
| 23 setembro 1941 | Cruz de Ferro 1º Classe                                     |
| 9 julho 1942     | Cruz de Cavaleiro da Cruz de Ferro                          |